# لینل کمپ (کالیفرنیا)
لینل کمپ (به انگلیسی: Linnell Camp) یک منطقهٔ مسکونی در ایالات متحده آمریکا است که در شهرستان تولار، کالیفرنیا واقع شده‌است. لینل کمپ ۰٫۳۰۳ کیلومتر مربع مساحت و ۸۴۹ نفر جمعیت دارد و ۱۰۹٫۱۲ متر بالاتر از سطح دریا واقع شده‌است.